# Madleen Wilder
Madleen Wilder (* 6. Juli 1980 in Potsdam) ist eine deutsche Fußballspielerin.

## Karriere

### Vereine
Die 166 cm große Wilder begann ihre Karriere beim brandenburgischen Verein Blau-Weiß Beelitz. 1993 wechselte die Abwehrspielerin zum SSV Turbine Potsdam, 2003 zum FCR 2001 Duisburg. Mit Potsdam wurde sie dreimal (2001, 2002, 2003), mit Duisburg zweimal (2005, 2006) Deutscher Vizemeister und erreichte mit beiden Vereine insgesamt fünf Mal das Halbfinale im DFB-Pokal-Wettbewerb.
Von 2006 bis 2009 spielte sie für den Zweitligisten Tennis Borussia Berlin. Nach Beelitz zurückgekehrt, spielte sie von Januar 2010 bis Juni 2015 – mit einer einjährigen Unterbrechung – erneut für Blau Weiß Beelitz in der Brandenburgliga.

### Nationalmannschaft
Im Jahr 2000 erreichte sie mit der U21-Nationalmannschaft das mit 0:1 gegen die US-amerikanische Auswahl verlorene Finale im Wettbewerb um den Nordic Cup in Bamberg. Mit der A-Nationalmannschaft nahm sie an der vom 23. Juni bis 7. Juli 2001 im eigenen Land ausgetragenen Europameisterschaft teil, wurde im Turnier jedoch nicht eingesetzt.
Für die A-Nationalmannschaft bestritt sie zwei Länderspiele, für die sie am 14. Juni 2001 in Goch beim 3:0-Sieg über die Nationalmannschaft Kanadas debütierte.

## Erfolge
- Europameister 2001
- Nordic Cup-Finalist 2000 (mit der U21-Nationalmannschaft)
- Mehrfacher Deutscher Vizemeister (mit dem 1. FFC Turbine Potsdam und dem FCR 2001 Duisburg)
- Aufstieg in die Bundesliga 2009 (mit Tennis Borussia Berlin)
- Landespokalsieger Brandenburg und DFB-Pokalteilnahme 2010 (mit Blau Weiß Beelitz)
- Landesmeister und Landespokalsieger Brandenburg und DFB-Pokalteilnahme 2011 (mit Blau Weiß Beelitz)